# Kopciowiec
Kopciowiec – przysiółek wsi Wzdół-Kolonia w Polsce, położony w  województwie świętokrzyskim, w powiecie kieleckim, w gminie Bodzentyn.
W latach 1975–1998 przysiółek administracyjnie należał do województwa kieleckiego.